# Melanocetus rossi
Melanocetus rossi är en fiskart som beskrevs av Arkadii Vladimirovich Balushkin och Fedorov, 1981. Melanocetus rossi ingår i släktet Melanocetus och familjen Melanocetidae. Inga underarter finns listade i Catalogue of Life.